# 世界のプロレス (団体)
世界のプロレス（せかいのプロレス）は、かつて存在した日本のプロレス団体。ウォーリー山口がブッカーを務め、アメリカや韓国からも選手を招聘してシリーズを組んだ。

## 概要
1999年1月30日に小倉北体育館で旗揚げ、以後一週間ほど九州をサーキットする。参加選手は覆面レスラーのペプシ・ボーイとコーラ・キッド。アメリカ勢はビル・アーウィン、ジェフ・マンゲル、ザ・ヘイター、ブラッド・キーラー他。韓国からはコリアン・キラー結社（KKK）1号&2号とマネージャーのロッテリアン。日本からは青柳政司、川内大裕、伊藤力雄、アステカが参戦。6月にもシリーズを開催し、NWA世界タッグ選手権試合（王者組が防衛）、ゲレーロ州ウェルター王座のタイトル戦（アルカンヘルが奪取）、トリプルK1号と2号（大木金次郎＝魯智深）の仲間割れによる抗争などがあった。この時も九州を中心にサーキットした。以降、12月および2000年9月にもシリーズを開催し、バリー・ダーソウなどを招聘したが、その後は自然消滅した。

## 外国人参戦選手
- ビル・アーウィン
- スーパー・デストロイヤー21号 / リポマン
- ジェフ・マンゲル
- ザ・ヘイター
- ブラッド・キーラー
- ナックルズ・ネルソン
- エリック・スプラッチャ
- アルカンヘル
- ホーラス・ザ・サイコパス
- KKK1号
- KKK2号
- ショーン・ヘルナンデス（ダブル・アイアン・シーク）
- ケーシー・ガイヤー（ダブル・アイアン・シーク）

## 日本人参戦選手
- ペプシ・ボーイ
- コーラ・キッド
- 青柳政司
- 伊藤力雄
- 川内大裕
- 相島勇人
- アステカ
- シノビ
- アジアン・クーガー